# Thea Doelwijt
Theadora Christina Doelwijt (Den Helder, 3 december 1938) is een schrijfster van Surinaams-Nederlandse afkomst.

## Leven en schrijfactiviteit
Thea Doelwijt, dochter van een Nederlandse moeder en een Surinaamse vader, maakte haar literaire debuut meteen na de middelbare school, in 1957, in het tijdschrift Klat. Van 1959 tot 1961 werkte ze als journalist voor het Zutphens Dagblad en Deventer Dagblad, waar ze onder de naam Marianne meewerkte aan een kinderkrant. Daarna vertrok ze in 1961 naar Suriname waar ze werkte als journalist onder meer voor het dagblad Suriname. Ze debuteerde met De speelse revolutie (1967) waarin zij verhaalt hoe jongeren met veel elan een 'omwenteling' teweegbrengen. Sobere poëzie bevat Met weinig woorden (1968). Zij was redactielid van het tijdschrift Moetete (1968-69). Doelwijt schreef twee veelgelezen boeken, de thriller Toen Mathilde niet wilde ... (1972) en de novelle Wajono (1969). Het laatste boek beschrijft de problemen van een lndiaan die naar de stad gaat, maar uiteindelijk weer terugkeert naar het bosland. In de jaren zeventig en tachtig schreef Doelwijt een groot aantal toneelstukken, musicals en cabaretteksten, vooral voor het Doe-theater, onder meer Land te koop (1973). Centraal stonden daarin een zelfbewust Surinamerschap met behoud van alle rijkdom aan culturen maar zonder etnische scheidslijnen en een beleving van de menselijke vrijheid zonder koloniale repressie of knellende tradities (met name ook voor de vrouw). Fel is haar verzet tegen militarisme in het stuk Iris (1987). 
Ze stelde enkele belangrijke bloemlezingen samen: Kri! kra! Proza van Suriname (1972), Geen geraas of getier (1974) en met Shrinivási: Rebirth in words (1981) - en ze bracht veel literair werk naar boven, onder meer van Sophie Redmond. Verschillende kinderboeken staan op haar naam, waaronder het op “Indiaanse” vertellingen gebaseerde Kainema de Wreker en de menseneters (1977). Begin jaren ’90 bezorgde Doelwijt de hervertellingen van Surinaamse sprookjes (o.a. van de spin Anansi en over de bakroe) in de omvangrijke cyclus Volksverhalen uit kleurrijk Nederland voor het project Bouwstenen voor Intercultureel Onderwijs vanuit de Universiteit Leiden.
Sinds december 1983 in Amsterdam woonachtig verbeeldt ze de situatie van migranten, zoals in het kinderboek Op zoek naar Mari Watson (1987) en in de Saramaccaanse musical Cora-o (1988). Over haar verhaal ‘Ere wie ere toekomt’ (gepubliceerd in Verhalen van Surinaamse schrijvers, 1989) oordeelde Hannemieke Stamperius dat het tot het mooiste en meest bijzondere proza behoorde dat in 1989 is gepubliceerd. Doelwijt droeg ook bij aan de Engelstalige bloemlezing uit de Surinaamse literatuur Diversity is power (2007).
Als writer in residence verzorgde Doelwijt belangrijke workshops in Suriname.

## Onderscheidingen
- In 1974 ontving zij de Gouverneur Currie-prijs.[2]
- In 1989 kreeg zij een prijs voor haar verdiensten voor de Surinaamse cultuur.
- Sinds 1998 is ze lid van de Maatschappij der Nederlandse Letterkunde.
- In 1989 ontving zij de Damsko Award, een publieke onderscheiding als blijk van erkentelijkheid voor haar individuele en maatschappelijke initiatieven.
- Op 6 februari 2009 is zij door de Surinaamse overheid onderscheiden als Officier in de Ere-Orde van de Gele Ster, omdat zij zich ‘jarenlang op een bijzondere manier heeft ingezet voor de Surinaamse podiumkunsten’.
- In 2013 ontving zij de "Gouden Vioolspeld" voor haar maatschappelijke verdiensten. Jaarlijkse prijs, die wordt uitgereikt aan een vrouw die in de geest van Sophie Redmond vrouwen inspireert en gezien wordt als een rolmodel vanwege buitengewone prestaties op maatschappelijk en/of cultureel gebied.
- In 2023 werd ze een maand lang geëerd op de Iconenkalender van NAKS.[3]

## Werken
- 'Grootvaders klok' [scenario voor televisiespeelfilm] (1965)
- 'Vrouwen van Suriname' [fotoboek met foto's van onder anderen A. Parmanand] (1967)
- 'De speelse revolutie' (1967)
- 'Ballade in klank en kleur' [theater; klank- en lichtspel] (1967)
- 'De Vlucht' [bundel opstellen onder redactie van Benny Ooft en Thea] (1968)
- 'Met weinig woorden' [poëzie] (1968)
- 'Wajono' [novelle] (1969)
- '13 spelen met land' [hoorspel] (1969)
- 'De nacht van de winti' [toneel] (1969)
- 'Frrrèk' [cabaret; regie: Henk Tjon] (1970)
- 'Mijn droomhuis' [kinderen over hun droomhuis] (1971)
- 'Toen Mathilde niet wilde' [thriller] (1971)
- 'Kri, kra! Proza van Suriname' [bloemlezing] (1972)
- '4 Toneelstukken' [van Sophie Redmond] (1972)
- 'Hare Lach' [cabaret] (1972)
- 'Land te koop!' [cabaret-musical; in Suriname en Nederland] (1973)
- 'Libi span ini na ati foe Sranan' [toneel] (1974)
- 'Geen geraas of getier' [bloemlezing] (1974)
- 'Herinneringen rondom Oma Nassy' (1974)
- 'Fri' [toneel] (1974/'75)
- 'Sis en Sas de ruziestrooiers' [jeugdboek] (1975)
- 'Wi na Srananman' [toneel] (1975)
- 'Broko sweti' [toneel] (1975)
- 'Fri libi' [rockmusical] (1975)
- 'Anansi kontra Masra Bobo, Masra Babari, Misi Fes'koki, Misi Sabiman nanga Masra Kon-flaw' (1976)
- 'Kainema de Wreker en de menseneters' [jeugdboek] (1977)
- 'Lafu a no sjen' [eerbewijs aan cabaretier Johannes Kruisland] (1977)
- 'Prisiri stari/De pretster' [theaterspel voor kinderen, in 1981 naar België en Nederland] (1977)
- 'Keskesi sani' [toneel] (1978)
- 'Na krakti foe Mama Sranan' [toneel, regie Henk Tjon] (1978)
- 'Omdat hij een tollie heeft' [vrouwencabaret] (1979)
- 'Ik hoor, ik zie, ik zwijg' [cabaretspel] (1979)
- 'Ba Uzi' [cabaret] (1980)
- 'Ba Uzi' [cabaret; nieuwe bewerking; ook naar Nederland] (1981)
- 'Rebirth in words' [bloemlezing; onder redactie van Thea en Shrinivási] (1981)
- 'De grote Caraïbische familie' [ooggetuigeverslag Carifesta IV in Barbados] (1981)
- 'Rebirth/Wedergeboorte' [toneel] (1981)
- 'Prisiri stari' [boek; theaterspel voor kinderen] (1981)
- 'Linkse Lucie' [cabaret] (1982)
- 'Trawan prakseri/Tussen twee vuren' [toneel] (1982)
- 'Roi nanga den fufuruman' [toneel] (1982/'83)
- 'Een dikke, zwarte vrouw als ik' [toneel over Sophie Redmond; verfilmd door J. Venema] (1984)
- 'In de huid van een ander' [theaterspel] (1984)
- 'Mi kondre tru, mi lobi yu' [theater, met choreograaf P. Muntslag] (1984)
- 'Ik vang, ik vang... wat jij niet vangt' [toneel] (1984)
- 'Roi, mi boi' [muzikaal stuk voor kinderen, ook in video-versie] (1985)
- 'Egoli' van Matsemela Manaka [toneel; vertaald en bewerkt samen met M. van Geest] (ca. 1986)
- 'Moeders en dochters' [filmscenario bedoeld voor Turkse en Marokkaanse vrouwen] (1987)
- 'Iris' [toneel: het trauma van het gewelddadige militarisme in Suriname; ook als boek] (1987)
- 'Op zoek naar Mari Watson' [jeugdboek] (1987)
- 'Peter en Dino, een verhaal over taal' [onderwijsproject] (1988)
- 'Cora-o' [saramakaanse musical] (1988)
- 'Ere wie ere toekomt' [tegen decor militair schrikbewind; ook in 'Sirito' (1993)] (1989)
- 'Zoals het vroeger was... wordt het nooit meer' [eerbewijs aan Johannes Kruisland] (1989)
- 'Loekoeman' [jeugdtheaterstuk, regie J. Leerdam] (1991)
- 'Wat doen we met gisteren' [dansvoorstelling] (1991)
- 'Post uit Suriname' [ontwikkelingseducatie voor 6 tot 8-jarigen] (1991)
- 'Ma, er zit een muskiet in mijn klamboe!' [voorleesboek basisscholen (6 tot 8-jarigen)] (1992)
- 'Het lot van de schrijver' [toneel] (1992)
- 'Marake I' [toneel] (1992)
- 'Al(lochtoon) gaat met Au(tochtoon)' [cabaret*musical; in '95 in Suriname] (1994)
- 'Trow-oso' [toneel; samen met anderen geschreven] (1998)
- 'Na Gowtu Du' [volksopera, vervaardigd in Suriname; ook naar Nederland] (1998)
- 'Moi boi' [toneel] (1999)
- 'O sekoer! Help!' [jeugdboek] (2000)
- 'En toen en toen en toen' [verhalen geschreven door kinderen op KBF-Paramaribo] (2002)
- 'Na Dyamanti Du' [volksopera, vervaardigd in Suriname; ook naar Nederland] (2003)
- 'Misi Bethania' [zangspel] (2004/'05)
- 'Stop je hoofd nooit in een spinnenweb' [jeugdboek] ([Paramaribo], 2006)
- ‘Na Bigi Du’ (volksopera, 2008)
- ‘Ons kent ons’ [cabaretmusical] (Nederland, 2011)
- ‘Op weg naar vrijheid’ [musical] (Nederland, 2013)

## Over Thea Doelwijt
- Michiel van Kempen, ‘Thea Doelwijt’. In: Kritisch Lexicon van de Moderne Nederlandstalige Literatuur, no. 49, mei 1993. (Biografie, beschouwing, primaire en secundaire bibliografie.)
- Michiel van Kempen, Een geschiedenis van de Surinaamse literatuur. Breda: De Geus, 2003, deel II, p. 72-724, 736, 818-822, 920-921, 925, 1005-1006, 1020, 1184-1185, 1198, 1202-1203.
- Annika Ockhorst, met medewerking van Thea Doelwijt, Lachen, huilen, bevrijden. De weerspiegeling van de Surinaamse samenleving in het werk van het Doe-theater, 1970-1983. Leiden/Boston: Brill, 2012.
- Madeleine van den Berg, 'Thea Doelwijt; Met humor en spel de wereld veranderen' in literatuurgeschiedenis.nl, juli 2024